# Gyula Cseszneky
Dans le nom hongrois Cseszneky Gyula, le nom de famille précède le prénom, mais cet article utilise l’ordre habituel en français Gyula Cseszneky, où le prénom précède le nom.
Gyula Cseszneky, comte de Milvány et Csesznek (en hongrois : vitéz cseszneki és milványi gróf Cseszneky Gyula), né le 28 juin 1914 à Nagymajor et décédé en 1970 à Brasilia, est un poète, traducteur et homme politique hongrois.
Cseszneky est le fils d'un noble appauvri et de l'héritière d'un riche marchand. Il fait ses études en Hongrie et en Italie.
En 1940, après le Deuxième arbitrage de Vienne, il participe à la réannexion par la Hongrie de la Transylvanie du Nord.
En 1941, il devient conseiller de Tomislav II (Aimone d'Aoste), roi de Croatie.
En 1943, à Hongrie il sert de contact entre le gouvernement de Miklós Kállay et les participants du coup antinazi croate Lorković-Vokić,.
Pendant l'occupation allemande de la Hongrie il collabore avec Ángel Sanz Briz et Giorgio Perlasca dans le sauvetage des Juifs persécutés.
Après la Seconde Guerre mondiale, il fuit avec Aimone d'Aoste en Argentine, puis il meurt au Brésil.